# Yokkaichi
Yokkaichi (四日市市 -shi) é uma cidade japonesa localizada na província de Mie.
Em 2003 a cidade tinha uma população estimada em 294 423 habitantes e uma densidade populacional de 1 491,73 h/km². Tem uma área total de 197,37 km².
Recebeu o estatuto de cidade a 1 de Agosto de 1897.

## Cidades-irmãs
Yokkaichi tem 2 cidades-irmãs e 1 "porto-irmão":
- Long Beach, Estados Unidos
- Tianjin, China
- Porto de Sydney, Austrália